# El ruiseñor (romance)
El ruiseñor (en ruso  «Соловей», tiene también significando pájaro libre) es una obra musical romance compuesta por Aleksandr Aleksandrovich Aliábiev con el texto de un poema de Antón Délvig. Este romance ha alcanzado gran popularidad en la época y los que no lo conocían pensaban que era una canción popular folclórica.

## Información general
A pesar de la popularidad de este romance en la historia de su creación, así como en la historia de la vida del compositor, una gran cantidad de desconocido, oscuro y los detalles varían en diferentes fuentes de información y de diferentes maneras, incluso hay diferentes versiones del verso.
«El ruiseñor» fue compuesto en un estilo de las canciones populares rusas, incluso, la imagen del pájaro ruiseñor, indica esto. Dentro de la población rusa, el ruiseñor tiene un significado de ave de estilo libre, un amigo, un verdadero embajador, símbolo de halago y ternura.
El poema de Délvig apareció en la colección «Poemas del Barón Délvig» de San Petersburgo sin año exacto. Sin embargo, en 1829, bajo el título «Canción Rusa» pero no era el título del romance, solamente una descripción del género. Por ese tiempo Aliábiev no compuso música para ese poema ya que se encontraba en la cárcel. La ejecutó repetidamente y el poema y la melodía fueron pasándose de boca a boca hasta que era muy conocido por la ciudadanía. Lo cual llevó a que el poema se haya extendido mucho antes de su publicación. La música fue creada entre mayo de 1825 y febrero de 1826. Más adelante, el 7 de enero de 1827 la canción sonaba desde el escenario del Teatro Bolshói de Moscú. La fecha de su publicación fue en 1843.

### Historia
El texto del romance habla sobre el triste destino de la mujer. El texto habla hacia el ruiseñor de aves:
```
                Después de haber estado en todos los países,
                      En los pueblos y ciudades;
                      No encontrarás en ningún lugar
                      Nadie más miserable que yo.
```

```
                 «Побывай во всех странах,
                     В деревнях и городах:
                     Не найти тебе нигде
                     Горемычнее меня»
```

Hay una versión de que Délvig (escritor del poema) dedicó este poema a su amigo Pushkin en el momento cuando este fue destinado al Cáucaso- según Aleksandr Maykapar. Sin embargo, Pushkin nunca fue destinado al Cáucaso, sino a Kishinov en 1820. Por lo tanto no se sabe con exactitud de dónde proviene el significado de este poema.
Aliábiev vio identificado este poema con una situación de despedida con un amigo cercano, cuando se acerca la hora de la despedida y ambos no saben cuándo volverán a verse otra vez.
Aliábiev compuso la música para este poema durante su estancia en la cárcel (24 de febrero de 1825), arrestado por un supuesto asesinato. Esto sucedió durante una cena en su propia casa, dónde jugando a las cartas golpeó a Vrémova (militar) por hacer trampas en el juego. Este estaba enfermo y tenía una salud débil lo cual varios días después lo llevó a la muerte, pero la policía inculpó a Aliábiev.
Durante su estancia en la cárcel vio en este poema una forma de conexión con sus seres queridos y su vida rutinaria previa. Más adelante, su hermana consiguió un permiso para llevarle un piano a su celda y en ese momento es cuando Aliábiev terminó de componer la música para este poema. Algunos historiadores indican que el compositor dedicó este romance a la mujer de la que estaba enamorado (Katherina Rimska-Korsakova).

### Primeras interpretaciones
El texto fue escrito para ser cantado por una mujer, pero el primero que lo interpretó fue un hombre (famoso cantante, P. Bulajov) en el Teatro Bolshóii en Moscú el 7 de enero de 1827.
Esta primera interpretación tuvo gran éxito y un amigo compositor de Aliábiev (Verstouskyy) dijo: «Al talento ruso incluso la cárcel favorece», a lo que Aliábiev con una triste sonrisa contestó: «Decidle de mi parte que junto a mi celda aún quedan otras muchas vacías».
(En ruso, «Русскому таланту и тюрьма — на пользу», на что Алябьев с грустной усмешкой отозвался: «Передайте ему, что рядом со мной полно пустых камер»)
El romance adquirió rápidamente un gran éxito. Técnicamente no constaba de gran dificultad y cada intérprete añadía sus florituras y adornos propios, y más sdelante se hicieron transcripciones a otros instrumentos.
En 1833 Mijaíl Glinka compuso unas variaciones de este tema durante su estancia en Berlín. También Liszt hizo una transcripción para piano y Henri Vieuxtemps una fantasía para violín.